# Пришълецът: Ромул
„Пришълецът: Ромул“ (на английски: Alien: Romulus) е американски научнофантастичен филм на ужасите от 2024 г. и самостоятелна част от поредицата „Пришълецът“, чието действие се развива между събитията на „Пришълецът“ (1979) и „Пришълците“ (1986). Режисьор е Фредерико (Феде) Алварес, който е съсценарист на филма с Родо Саягес. В него участват Кейли Спейни, Изабела Мърсед, Дейвид Йонсон, Арчи Рено, Спайк Фърн и Айлийн Ву. Премиерата на филма излиза по кината в Съединените щати на 16 август 2024 г. от „Туентиът Сенчъри Студиос“.

## Актьорски състав
- Кейли Спейни
- Изабела Мърсед
- Дейвид Йонсон
- Арчи Рено
- Спайк Фърн
- Айлийн Ву

## Продукция
На CinemaCon 2019 е официално потвърдено, че бъдещите филми от поредицата „Пришълецът“ са в процес на разработка. През март 2022 г. е обявено, че Феде Алварес ще напише сценария и режисира филма, след като представи собствената си история. Обявено е, че е „несвързан“ с предишните филми от франчайза, като проектът трябва да бъде пуснат на стрийминг платформата Hulu в Съединените американски щати. През месец ноември Кейли Спаени започва преговори за главната роля. През март 2023 г. Изабела Мърсед е избрана за необявена роля. По-късно същия месец Дейвид Джонсон, Арчи Рено, Спайк Фърн и Айлийн Ву се присъединяват към актьорския състав. мРолите им не са разкрити.
През ноември 2023 г. е обявено, че филмът се развива между „Пришълецът“ (1979) и „Пришълците“ (1986).
Снимките на филма се провеждат в Будапеща от 9 март до 3 юли 2023 г.

## Премиера
Премиерата на филма излиза по кината в Съединените американски щати на 16 август 2024 г. от „Туентиът Сенчъри Студиос“.

## Филми от поредицата за „Пришълецът“
- Пришълецът (Alien, 1979)
- Пришълците (Aliens, 1986)
- Пришълецът 3 (Alien 3, 1992)
- Пришълецът: Завръщането (Alien Resurrection, 1997)
- Пришълецът срещу Хищникът (Alien vs. Predator, 2004)
- Пришълците срещу Хищника 2 (Aliens vs. Predator: Requiem, 2007)
- Прометей (Prometheus, 2012)
- Пришълецът: Завет (Alien: Covenant, 2017)
- Пришълецът: Ромул (Alien: Romulus, 2024)